# Euodynerus segregatus
Euodynerus segregatus är en stekelart som först beskrevs av Nurse 1903.  Euodynerus segregatus ingår i släktet kamgetingar, och familjen Eumenidae. Inga underarter finns listade i Catalogue of Life.